# Polissemia

A polissemia, ou polissêmica lexical (do grego πολύ (poly): "muitos" + σήμα (sima): "sentido"), é o fato de uma determinada palavra ou expressão adquirir um novo sentido.